# Nikolai Nikolajewitsch Charlamow

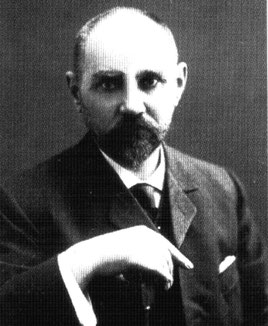
Nikolai Nikolajewitsch Charlamow (etwa 1900)

Nikolai Nikolajewitsch Charlamow (russisch Николай Николаевич Харламов; * 1863 im Dorf Weretewo, Ujesd Kowrow; † 1935 im Dorf Timenka, Rajon Palech) war ein russisch-sowjetischer Ikonenmaler.

## Leben
Der Priestersohn Charlamow absolvierte die Geistliche Schule Wladimir und studierte dann am Geistlichen Seminar Wladimir, das ihn 1882 auf eigenen Wunsch entließ.
Charlamow begann 1883 in St. Petersburg das Studium an der Kaiserlichen Akademie der Künste (IACh). Für seine Arbeiten erhielt er Silbermedaillen (1886, 1886, 1887, 1888) und die Lebrun-Goldmedaille für Ausdruckskraft. Nach dem Abschluss des Studiums 1888 erhielt er 1889 für den Entwurf für die Befreiung des Apostels Petrus aus dem Gefängnis durch den Engel die Kleine Goldmedaille und den Titel Klassischer Künstler II. Klasse. 1891 leistete er seinen Militärdienst in Wladimir.
1892 wurde Charlamow Direktor der Ikonenmalereischule in Cholui, Oblast Iwanowo. Der Ort war durch die dortige Lackminiaturenmalerei bekannt geworden. Auf der Allrussischen Industrie- und Handwerksausstellung 1896 in Nischni Nowgorod erregten die Arbeiten seiner Schüler eine so hohe Aufmerksamkeit, dass Charlamow eingeladen wurde, sich mit Kartons für Mosaike an dem Wettbewerb für die Innenausstattung der neuen Auferstehungskirche in St. Petersburg zu beteiligen. 1897–1900 schuf Charlamow 42 Kartons für Mosaike in der Auferstehungskirche.
1910 wurde Charlamow zum Mitglied der IACh gewählt. Seine Ikonenmalereiarbeiten fanden eine breite Anerkennung und fanden nicht nur in russischen Kirchen Eingang, sondern auch in russisch-orthodoxen Kirchen in Wien, Warschau (Alexander-Newski-Kathedrale) und anderen Städten in Westeuropa.
Nach der Oktoberrevolution wurden Werke Charlamows von der Filiale der Assoziation der Künstler des Revolutionären Russlands (AChRR) in Iwanowo-Wosnessensk ausgestellt (1927, 1928).

## Werke
Mosaike in der St. Petersburger Auferstehungskirche:

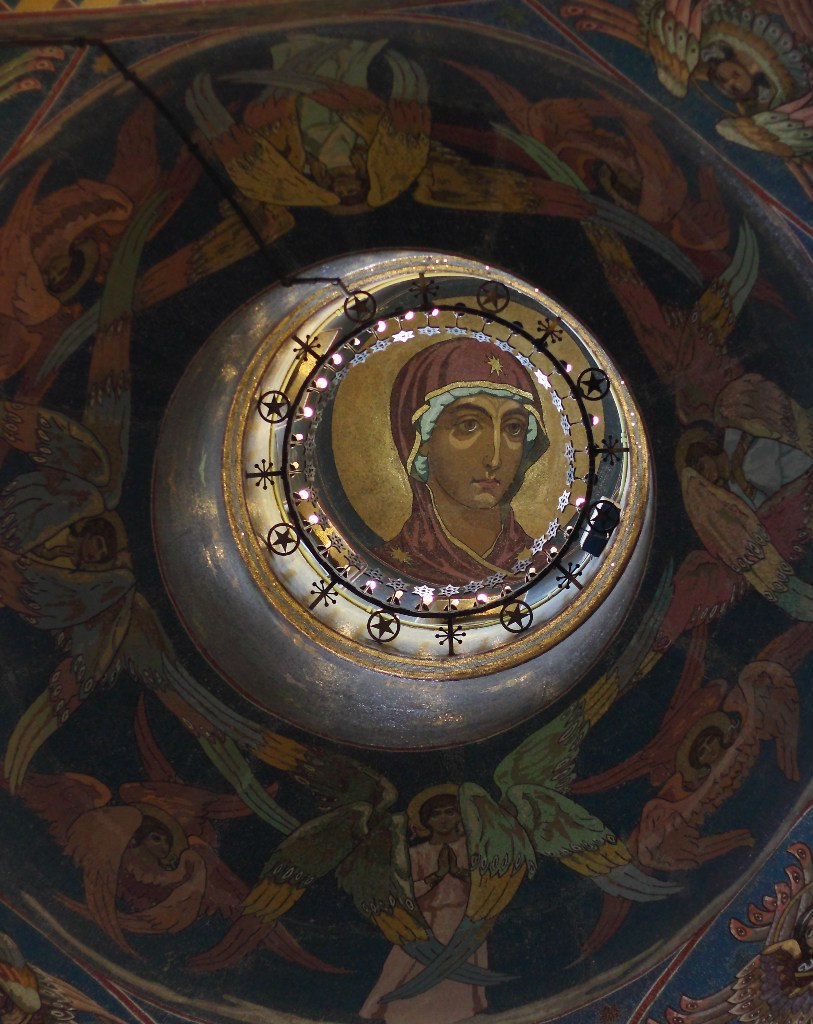
Gottesmutter, Nordwestkuppel
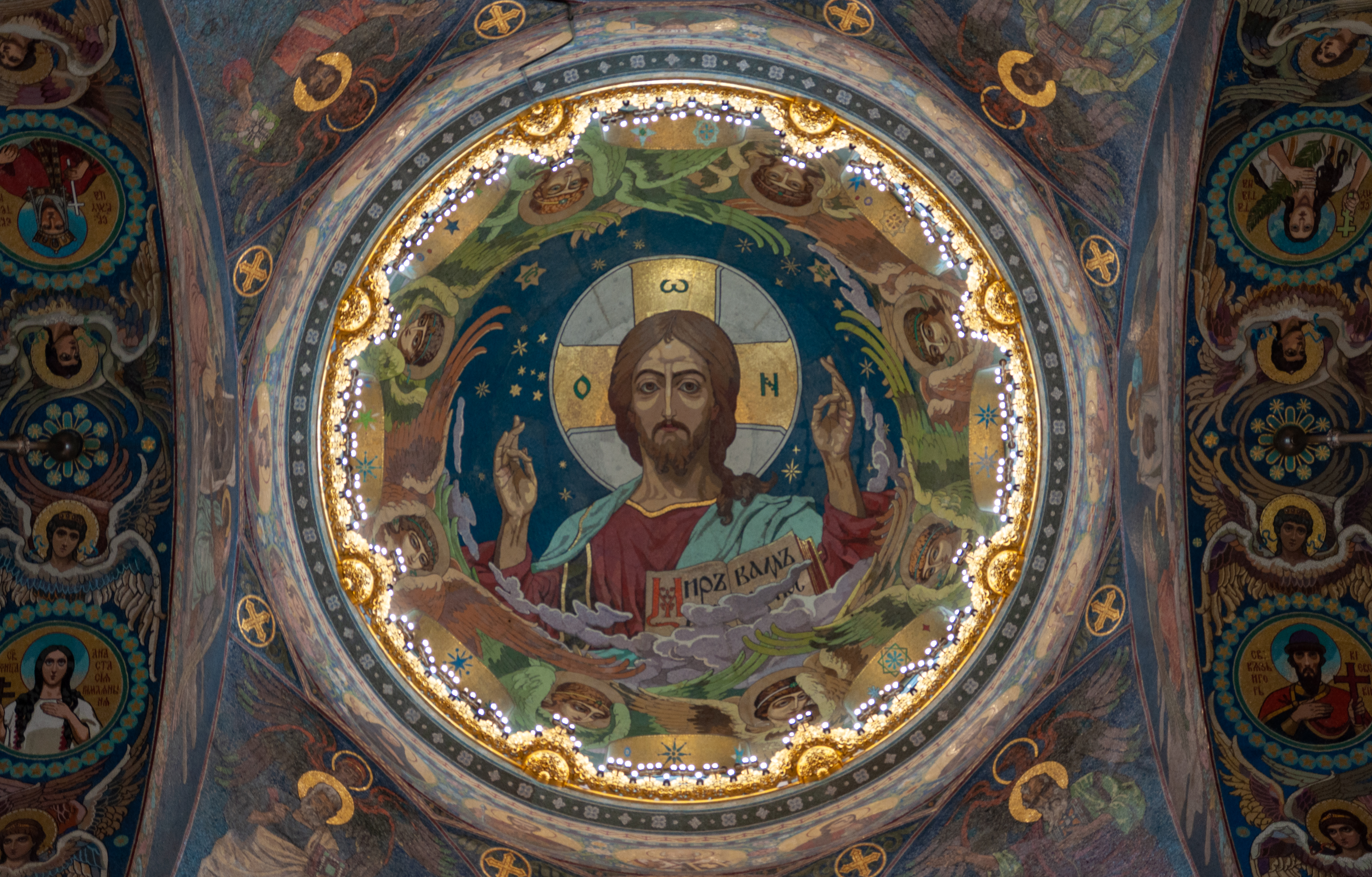
Pantokrator, Zentralkuppel
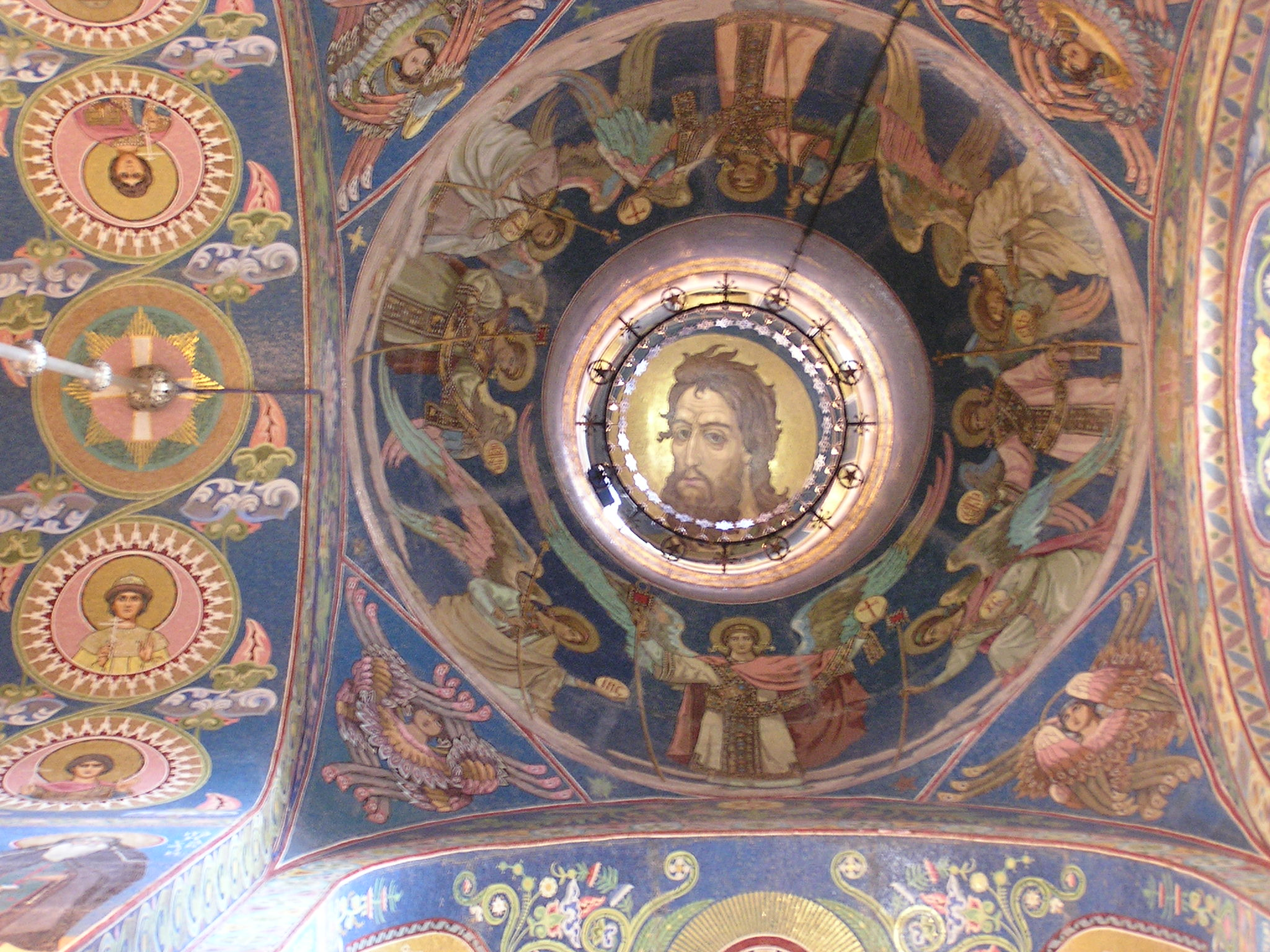
Johannes der Täufer, Südwestkuppel